# Alexander Iwanowitsch Villoing
Alexander Iwanowitsch Villoing (russisch: Александр Иванович Виллуан, wiss. Transliteration: Aleksandr Ivanovič Villuan; * 12. März 1808 in Sankt Petersburg; † 2. September 1878 bei Sankt Petersburg) war ein russischer Klavierpädagoge und Komponist.
Als Sohn eines französischen Emigranten war Villoing im Moskau der 1830er Jahre einer der gefragtesten Klavierlehrer. 1837 wurde ihm der Unterricht des achtjährigen Anton Rubinstein übertragen. Dadurch wurde sein Ruf sehr gefestigt, da er immer als einziger Lehrer und bester Freund Rubinsteins gegolten hat. 1840–1843 begleitete er Rubinstein auf seiner ausländischen Konzertreise, des Weiteren 1844–1846 zusammen mit dessen Bruder Nikolai Rubinstein und Mutter Kalerija Christoforowna (geb. Löwenstein; 1807–1891) nach Berlin. 1862 wurde er Professor am gerade von Anton Rubinstein gegründeten Sankt Petersburger Konservatorium. 1863 erschien seine „Klavierschule“, die nicht nur als Leitfaden am Konservatorium eingeführt wurde, sondern auch mehrmals neu aufgelegt und ins deutsche und französische übersetzt wurde.
Villoing war Schüler von Franz Xaver Gebel und John Field sowie Enkelschüler von Abbé Georg Joseph Vogler und Johann Georg Albrechtsberger.
Als Komponist war Villoing wenig Erfolg beschieden, von drei Klavierkonzerten wurde nur das Konzert in C-Dur veröffentlicht.

## Werke
- Škola dlja fortepiano: prinjataja v konservatorii. 2. Auflage, Sobstvekiost' 1870.
- Theoretisch-technische Lehre des Klavierspiels. Simrock, Berlin 1875. Nach d. 3. Aufl. d. russ. Originaltextes übers.
- Rubinstein'sche Fingerübungen. Technische Studien aus der theoretisch technischen Lehre des Klavierspiels. Simrock, Berlin 1875.